# جبن مهالج
جبن مَهالِج أو محالج[بحاجة لمصدر] (بالتركية: Mihaliç peyniri) هو جبن حليب غنم قديم من تركية. تُخزن على غرار كِفالُتيري وجبن بياز في محلول ملحي. توضع الخثارة في ماء ساخن وتقلب، ثم تُترك في الماء لتتصلب وتكتسب قوامًا صلبًا ومرنًا قليلًا، ثم تُملح وتجفف في النهاية. تُصنع بأحجام وأشكال مختلفة على شكل كرات أو شرائح ويمكن استخدامها بديلًا لجبنة لبارمي. يغلب أن تثضاف إلى السلطات والأطباق المخبوزة.